# Gare de Hoeilaart
Ne doit pas être confondu avec Station vicinale de Hoeilaart.
La gare de Hoeilaart est un point d'arrêt des chemins de fer belges de la ligne 161 de Schaerbeek à Namur, située sur le territoire de la commune de Hoeilaart  dans la Province du Brabant flamand en région flamande. Cette station ne doit pas être confondue avec l'ancienne station de tram au cœur de Hoeilaart.
C'est une halte voyageurs de la Société nationale des chemins de fer belges (SNCB) desservie par des trains Suburbains (S) des lignes S8 et S81.

## Situation ferroviaire
Établie à 99 mètres d'altitude, la gare de Hoeilaart est située au point kilométrique (PK) 16,460 de la ligne 161 de Schaerbeek à Namur, entre les gares de  Groenendael et de La Hulpe.

## Histoire
L'arrêt de « Hoeylaert » est mis en service tardivement le 5 janvier 1912. Auparavant, depuis la création de la ligne en 1854, les voyageurs utilisaient la gare de Groenendael.
Il est fermé le 11 janvier 1917, pendant la Première Guerre mondiale, et il est remis en service le 2 janvier 1922.
Le 2 janvier 1938 l'arrêt est dénommé « Hoeilaart », suivant la modification du nom de la commune.
Au début du XXIe siècle, le projet d'un réseau express régional (RER) nécessite la mise à deux fois deux voies de la section de la ligne 161, entre Ottignies et Watermael-Boitsfort. Ce chantier est associé à celui d'une modernisation des gares et haltes situées sur le parcours. Pour Hoeilaart il est notamment prévu un rallongement des quais et la création de nouveaux accès. Le chantier débute en août 2010. Au printemps 2014 c'est la fin des travaux de génie civil de cette phase qui a permis de refaire entièrement le point d'arrêt. Les nouveaux quais sont équipés d'abris modernes et les accès peuvent se faire par, de nouvelles rampes d'accès à Vlaanderveldlaan, ou un nouvel escalier près de la A. Van Laethemstraat. Un parking pour les véhicules de 38 places a été aménagé près de l'accès principal.

## Service des voyageurs

### Accueil
Halte SNCB, c'est un point d'arrêt non géré (PANG) à entrée libre. Elle est équipée d'un automate pour l'achat de titres de transport.

### Desserte
Hoeilaart est desservie par des trains Suburbains (S) de la ligne S8 du RER bruxellois.
En semaine tout comme les week-ends, la desserte comprend un train S8 par heure dans chaque sens reliant Ottignies ou Louvain-la-Neuve à Bruxelles-Midi.
Les jours ouvrables, l’un des trains S8 s’arrêtant à Hoeilaart l’après-midi est prolongé entre Bruxelles-Midi et Grammont (en tant que train S6 supplémentaire) et un autre train effectue le trajet inverse le matin.

### Intermodalité
Un parking pour les véhicules (38 places) y est aménagé.

## Comptage voyageurs
Ce graphique et tableau montre le nombre de voyageurs embarquant en moyenne durant la semaine, le samedi et le dimanche.
| Nombre de passagers qui embarquent à la gare de Hoeilaart | Nombre de passagers qui embarquent à la gare de Hoeilaart | Nombre de passagers qui embarquent à la gare de Hoeilaart | Nombre de passagers qui embarquent à la gare de Hoeilaart |
|                                                           | Semaine                                                   | Samedi                                                    | Dimanche                                                  |
| --------------------------------------------------------- | --------------------------------------------------------- | --------------------------------------------------------- | --------------------------------------------------------- |
| 1977                                                      | 241                                                       | 10                                                        | 3                                                         |
| 1978                                                      | 180                                                       | 20                                                        | 26                                                        |
| 1979                                                      | 194                                                       | 47                                                        | 53                                                        |
| 1980                                                      | 246                                                       | 93                                                        | 37                                                        |
| 1981                                                      | 201                                                       | 42                                                        | 99                                                        |
| 1982                                                      | 232                                                       | 49                                                        | 46                                                        |
| 1983                                                      | 160                                                       | 30                                                        | 21                                                        |
| 1984                                                      | 189                                                       | 44                                                        | 40                                                        |
| 1985                                                      | 192                                                       | 51                                                        | 64                                                        |
| 1986                                                      | 153                                                       | 53                                                        | 33                                                        |
| 1987                                                      | 145                                                       | 17                                                        | 37                                                        |
| 1988                                                      | 129                                                       | 62                                                        | 42                                                        |
| 1989                                                      | 113                                                       | 43                                                        | 36                                                        |
| 1990                                                      | 193                                                       | 35                                                        | 42                                                        |
| 1991                                                      | 135                                                       | 53                                                        | 28                                                        |
| 1992                                                      | 220                                                       | 57                                                        | 53                                                        |
| 1993                                                      | 201                                                       | 65                                                        | 66                                                        |
| 1994                                                      | 195                                                       | 76                                                        | 95                                                        |
| 1995                                                      | 176                                                       | 71                                                        | 43                                                        |
| 1996                                                      | 132                                                       | 75                                                        | 32                                                        |
| 1997                                                      | 182                                                       | 81                                                        | 42                                                        |
| 1998                                                      | 145                                                       | 62                                                        | 51                                                        |
| 1999                                                      | 160                                                       | 50                                                        | 35                                                        |
| 2000                                                      | 143                                                       | 52                                                        | 52                                                        |
| 2001                                                      | 212                                                       | 50                                                        | 48                                                        |
| 2002                                                      | 153                                                       | 62                                                        | 29                                                        |
| 2003                                                      | 131                                                       | 76                                                        | 29                                                        |
| 2004                                                      | 160                                                       | 74                                                        | 58                                                        |
| 2005                                                      | 178                                                       | 68                                                        | 50                                                        |
| 2006                                                      | 146                                                       | 58                                                        | 43                                                        |
| 2007                                                      | 181                                                       | 56                                                        | 43                                                        |
| 2008                                                      | -                                                         | -                                                         | -                                                         |
| 2009                                                      | 144                                                       | 59                                                        | 58                                                        |
| 2010                                                      | -                                                         | -                                                         | -                                                         |
| 2011                                                      | -                                                         | -                                                         | -                                                         |
| 2012                                                      | 155                                                       | 90                                                        | 76                                                        |
| 2013                                                      | 155                                                       | 50                                                        | 63                                                        |
| 2014                                                      | 160                                                       | 55                                                        | 71                                                        |
| 2015                                                      | 265                                                       | 90                                                        | 81                                                        |
| 2016                                                      | 261                                                       | 57                                                        | 42                                                        |
| 2017                                                      | 355                                                       | 104                                                       | 53                                                        |
| 2018                                                      | 258                                                       | 107                                                       | 107                                                       |
| 2019                                                      | 234                                                       | 116                                                       | 113                                                       |
| 2020                                                      | 160                                                       | 88                                                        | 74                                                        |
| 2021                                                      | -                                                         | -                                                         | -                                                         |
| 2022                                                      | 292                                                       | 152                                                       | 157                                                       |
| 2023                                                      | 299                                                       | 172                                                       | 112                                                       |
| 2024                                                      | 350                                                       | 206                                                       | 148                                                       |

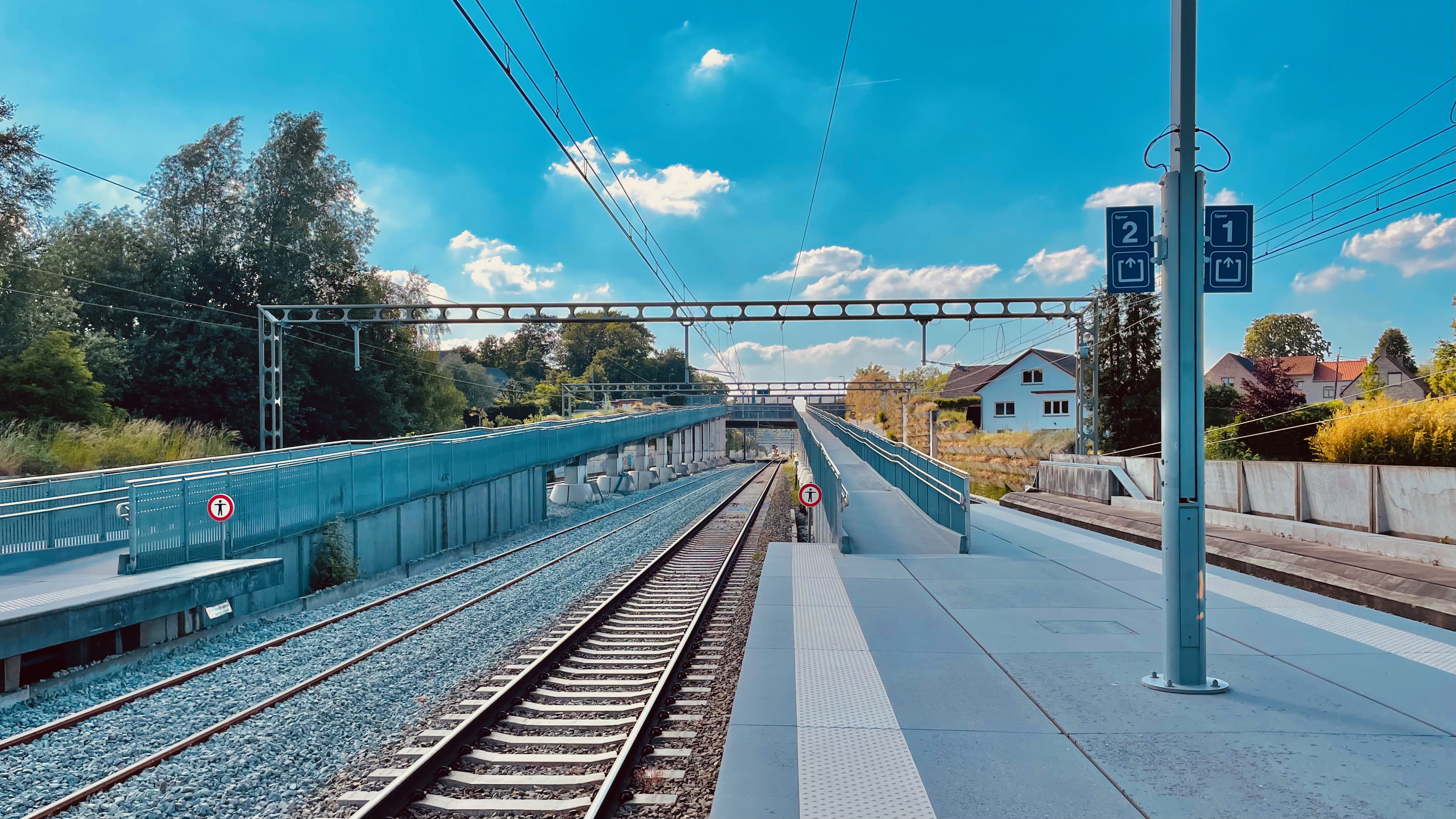
Quais et accès par le nord.
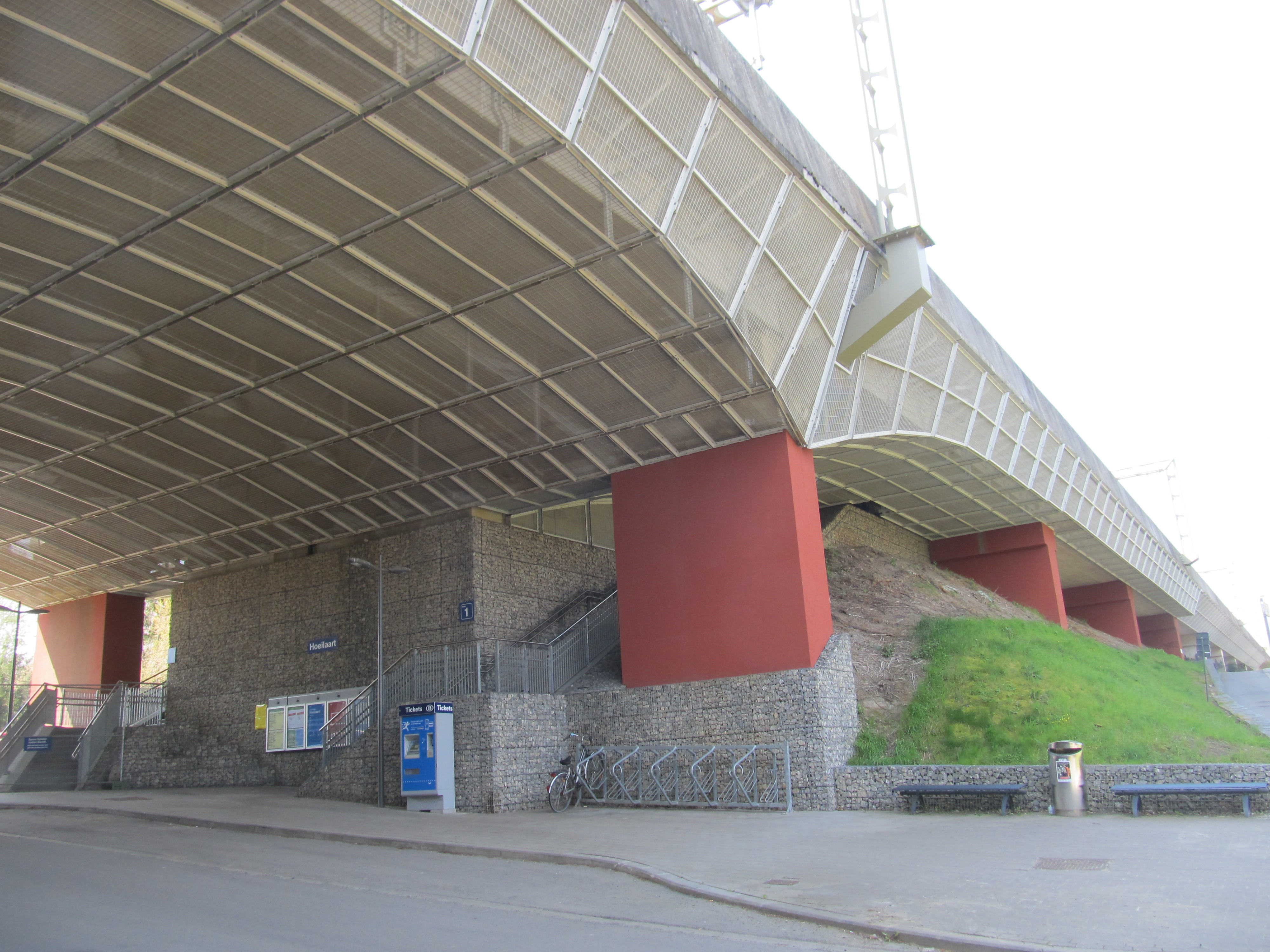
Nouveau pont de la gare et escalier d'accès.
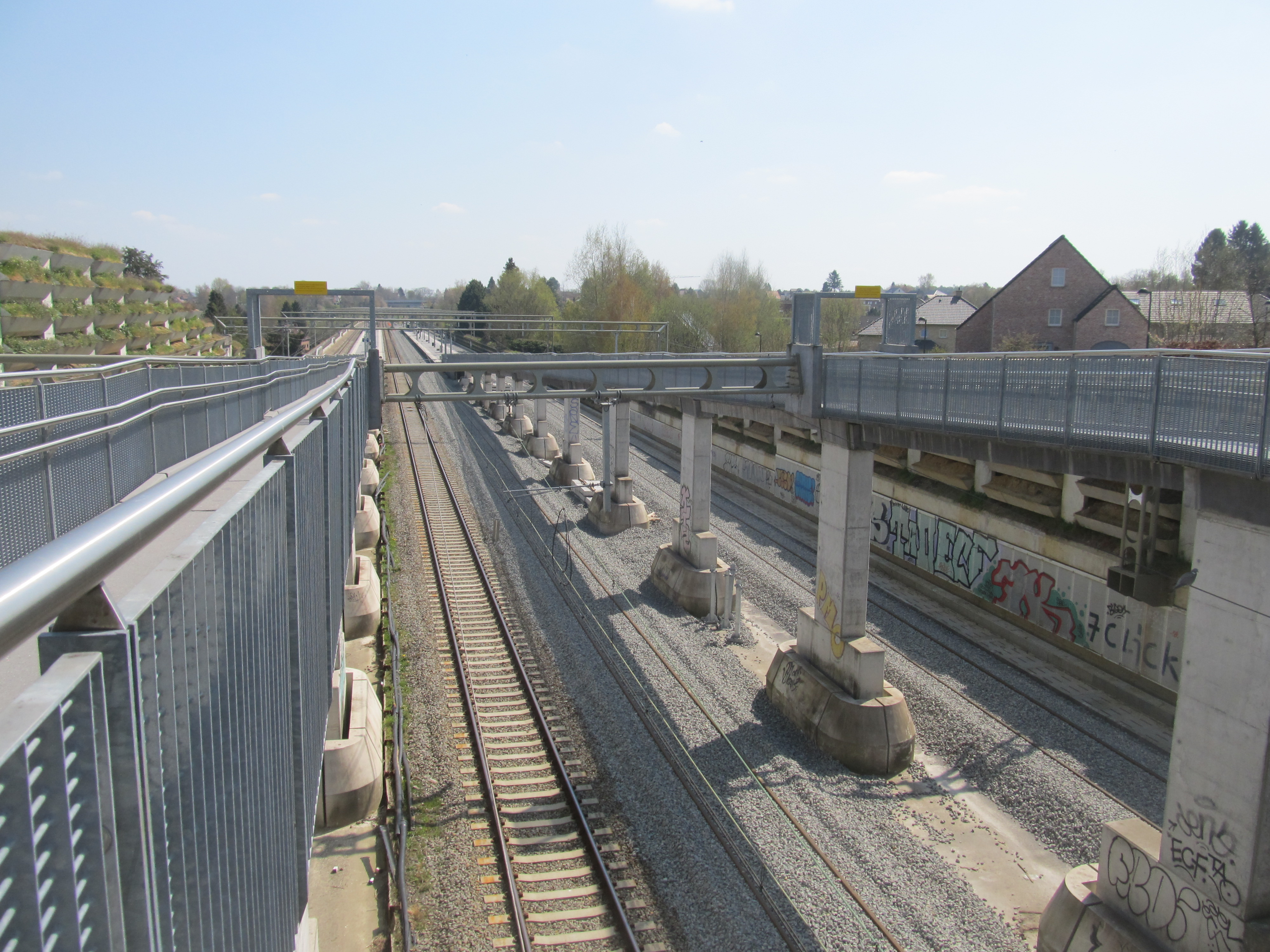
Rampe d'accès.